# Wkra (powiat płoński)
Wkra – osada w Polsce położona w województwie mazowieckim, w powiecie płońskim, w gminie Joniec.
W latach 1975–1998 miejscowość należała administracyjnie do województwa ciechanowskiego.